# Skovforglemmigej
Skovforglemmigej (Myosotis sylvatica), ofte skrevet skov-forglemmigej, er en 20-40 centimeter høj plante i rublad-familien. Den ligner markforglemmigej, men kronen er 6-10 millimeter i diameter og ved frugtmodning er frugtstilkene højst dobbelt så lange som bægeret, som er åbent.
I Danmark findes skovforglemmigej hist og her i muldrige skove. Den blomstrer i maj og juni.